# Chiltern (distretto)
Chiltern fu un distretto locale del Buckinghamshire, Inghilterra, Regno Unito, con sede a Amersham.
Il distretto fu creato con il Local Government Act 1972, il 1º aprile, 1974 dall'unione del Distretto urbano di Chesham con il Distretto rurale di Amersham.
Il 1 aprile 2020 è stato soppresso, come quelli di tutta la contea, creando un'Autorità unitaria del Buckinghamshire.

## Parrocchie civili
- Amersham
- Ashley Green
- Chalfont St Peter
- Chartridge
- Chenies
- Chesham
- Chesham Bois
- Cholesbury-cum-St Leonards
- Coleshill
- Great Missenden
- Latimer
- Little Missenden
- Penn
- Seer Green
- The Lee